# Gerd Carling
Gerd Birgitta Carling, född 25 januari 1971, är en svensk språkvetare, musiker och professor i lingvistik vid Johann Wolfgang Goethe-Universität i Frankfurt am Main.
Carlings språkvetenskapliga bakgrund är inom sanskrit och jämförande indoeuropeisk språkforskning. Hon disputerade år 2000 vid Göteborgs universitet med avhandlingen Die Funktionen der lokalen Kasus im Tocharischen om det utdöda indoeuropeiska språket tokhariska i Centralasien. Utifrån sin bakgrund i sanskrit har hon även forskat på romani chib, och har tillsammans med Lenny Lindell och Kenth Thorbjörnsson-Djerf författat en ordbok över svensk romani. och var tidigare docent vid Lunds universitet. Hon är sedan 2023 professor i lingvistik vid Johann Wolfgang Goethe-Universität.
År 2008 tilldelades hon ett pris från Fondation Colette Caillat de l'Institut de France för sin bok A dictionary and thesaurus of Tocharian A, och år 2009 ett pris tillsammans med Lenny Lindell från Kungliga Gustaf Adolfs Akademien för boken Ordbok över svensk romani.
Carling är även musiker och del av jazzkonstellationen Carling Family där hon bland annat spelar piano, trombon och altsaxofon. Hon är dotter till jazzmusikern Hans "Cooling" Carling samt syster till musikerna Max Carling, Gunhild Carling och Ulf Carling.

## Utmärkelser och ledamotskap
- Pris, Institut de France, Fondation Collette Caillat, för monografin A Dictionary and Thesaurus of Tocharian A, 2008.
- Pris, Gustav Adolfs Akademien för svensk folkkultur, Uppsala, för monografin Ordbok över svensk romani. Resandefolkets språk och sånger, 2009.
- Ledamot av Vetenskapssocieteten i Lund (LVSL, 2010)[14]